# 郁久閭那蓋
郁久閭 那蓋（呉音：いくくろ なかい、漢音：いくきゅうりょ なかい、拼音：Yùjiŭlǘ Nàgài、？ - 506年）は、柔然の可汗。吐賀真の子で、予成の弟、豆崙の叔父。可汗号は候其伏代庫者可汗（こうきふくたいこしゃかがん）といい、“悦楽可汗”という意味である。

## 生涯
太平8年（492年）、豆崙が柔然国人に殺されると、叔父である那蓋が立ち、候其伏代庫者可汗と号した。また、称元して太安元年とした。
南朝斉の永明年間（483年 - 493年）、柔然は斉の武帝に、医師・錦職の工匠・指南車・漏刻などを求めるが断られる。
太安6年（497年）、高昌王の馬儒が北魏に内移しようとしたため国人に殺され、代わって麴嘉が高昌王に立って柔然に臣従した。
太安10年（501年）7月、柔然は北魏の塞を侵す。
太安13年（504年）9月、柔然の12万騎は六道より並進し、沃野鎮・懐朔鎮に至って、南の恒州・代郡を略奪しようとした。北魏の宣武帝は左僕射の源懐にこれを討たせ、柔然を遁走させた。
太安15年（506年）、那蓋が死去し、子の伏図が立ち、他汗可汗と号す。

## 子
- 伏図
- 鄧叔子

## 参考資料
- 『南斉書』（列伝第四十 芮芮虜）
- 『魏書』（列伝第二十九 源懐、列伝第九十一 蠕蠕 高車）
- 『北史』（列伝第八十六 蠕蠕）
- 『資治通鑑』